# تورتوريلا
تورتوريلا (بالإيطالية: Tortorella)‏ هي بلدة وكومونا في مقاطعة سلرنو في منطقة كمبانية، بجنوب غرب إيطاليا.